# Clara Klug
Clara Klug (født 16. juni 1994) er en tysk synshandicappede langrendsskiløber og skiskytte. Hun fik sin paralympiske debut ved vinter-OL 2018 for Tyskland.
Klug hævdede en bronze medalje i kvinders synskadede 10 kilometers skiskydningsbegivenhed som en del af vinter-OL 2018.